# Tadeusz Godlewski (fizyk)

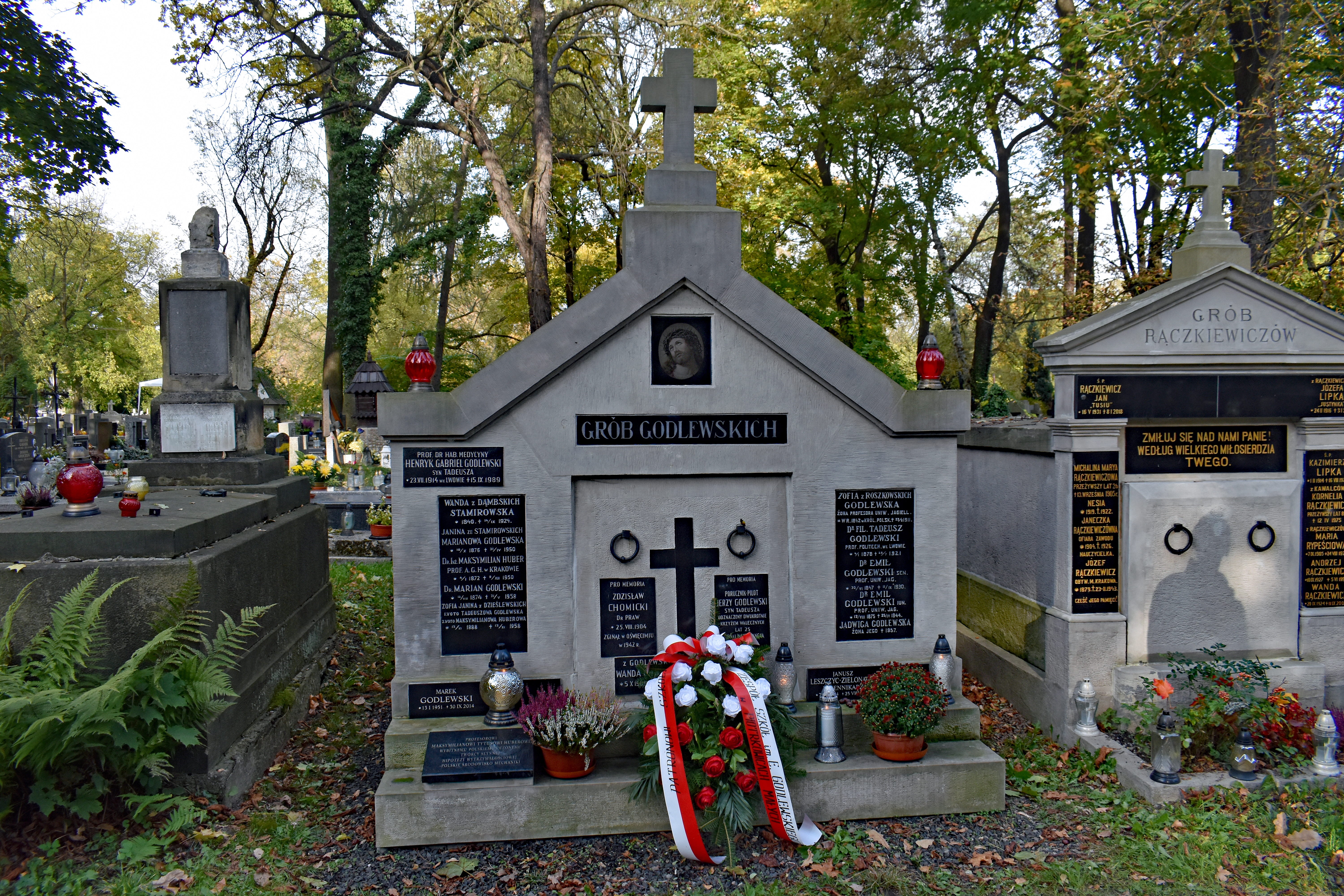
Cmentarz Rakowicki.
Grobowiec rodziny Godlewskich.
Miejsce spoczynku.

Tadeusz Józef Florencjusz Godlewski (ur. 4 stycznia 1878 we Lwowie, zm. 28 lipca 1921 tamże) – polski fizyk, pionier polskich badań nad promieniotwórczością i radioaktywnością. Profesor Politechniki Lwowskiej.

## Życiorys
Był najmłodszym synem Emila Godlewskiego (1847–1930) i Zofii z Roszkowskich. Jego starszym bratem był Emil Godlewski.
Ukończył gimnazjum św. Anny w Krakowie. Następnie w 1897 roku rozpoczął studia na Wydziale Filozofii Uniwersytetu Jagiellońskiego. W 1899 roku opublikował swoją pierwszą pracę O unoszeniu elektryczności przez parę. W 1900 został asystentem w katedrze Fizyki, a w 1903 roku uzyskał stopień doktora filozofii Uniwersytetu Jagiellońskiego. Dalej kształcił się na Politechnice w Sztokholmie. Tam powstała kolejna jego praca O dyssocjacji elektrolitycznej w roztworach alkoholowych o różnych zawartościach wody. Następnie w 1904 wyjechał do Montrealu by u Ernesta Rutherforda studiować zagadnienia promieniotwórczości. W ciągu pięciu miesięcy pobytu napisał cztery prace, które zostały opublikowane zarówno w czasopismach zagranicznych jak i w Rozprawach Akademii Umiejętności. Po powrocie do kraju uzyskał doktorat na Politechnice Lwowskiej. W roku akademickim 1905/06 wykładał tam jako docent. W 1906 został mianowany profesorem nadzwyczajnym, a w 1910 zwyczajnym.
Z powodu braku funduszy Wydział Fizyki nie dysponował żadnym sprzętem. Staraniem Godlewskigo udało się wywalczyć specjalną dotację która pozwoliła na zakup najpotrzebniejszych sprzętów, umożliwiając tym samym prowadzenie badań naukowych. Od 1913, kiedy to opublikował swoją kolejną pracę, zainteresował się dziedziną koloidów. Po wybuchu I wojny światowej, wyjechał ze Lwowa i udał się do Wiednia, gdzie w Instytucie Radowym kontynuował prace nad koloidalnym zachowaniem się ciał promieniotwórczych. W 1916 roku powrócił do Lwowa, gdzie ciężkie warunki panujące w gmachu Politechniki uniemożliwiały pracę naukową. W roku akademickim 1918/1919 został wybrany rektorem. Z powodu ogrzewania pracowni niesprawnym piecem – Godlewski doznał przewlekłego zatrucia tlenkiem węgla. Wiosną 1920 roku rozpoczęły się u niego zaburzenia krążenia, a w lipcu 1921 roku Profesor Godlewski zmarł.
Był czynnym członkiem Lwowskiego Towarzystwa Naukowego, członkiem założycielem Akademii Nauk Technicznych w Warszawie, a od 1921 członkiem korespondentem Polskiej Akademii Umiejętności.

## Ordery i odznaczenia
- Krzyż Komandorski Orderu Odrodzenia Polski (pośmiertnie, 11 listopada 1936)[2]

## Życie prywatne
Ożenił się w 1912 roku z Janiną z Dzieślewskich. Miał z nią dwóch synów: Henryk Godlewski prowadził badania w Instytucie Onkologicznym w Gliwicach, a młodszy – Jerzy – zginął na froncie zachodnim jako lotnik.
Tadeusz Godlewski zmarł we Lwowie i został pochowany na Cmentarzu Łyczakowskim.

## Znaczenie
Był twórcą pierwszego polskiego laboratorium do badania zjawisk promieniotwórczych. Zajmował się badaniem aktynowej rodziny promieniotwórczej. Odkrył wchodzący w jej skład nowy pierwiastek radioaktywny aktyn X, który okazał się później jednym z izotopów radu, a także opisał wysyłane przez aktyn X promieniowanie beta i gamma.

## Publikacje
- 1899 – O unoszeniu elektryczności przez parę
- 1903 – O dyssocjacji elektrolitycznej w roztworach alkoholowych o różnych zawartościach wody
- 1913 – O działaniu koloidów na produkta promieniotwórcze w roztworach (praca wyróżniona w 1916 roku przez PAU nagrodą im. Konstantego Simona)